# Monymusk Parish Church

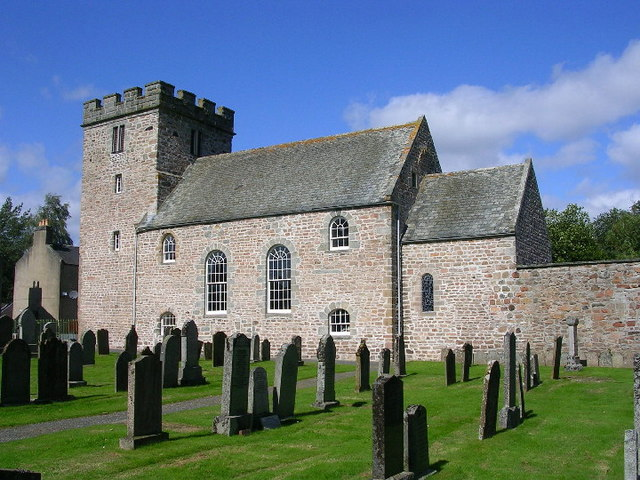
Monymusk Parish Church

Die Monymusk Parish Church ist eine Pfarrkirche der presbyterianischen Church of Scotland in der schottischen Ortschaft Monymusk in der Council Area Aberdeenshire. 1972 wurde das Bauwerk in die schottischen Denkmallisten in der höchsten Denkmalkategorie A aufgenommen. Das zugehörige Pfarrhaus ist separat als Denkmal der Kategorie C klassifiziert.

## Geschichte

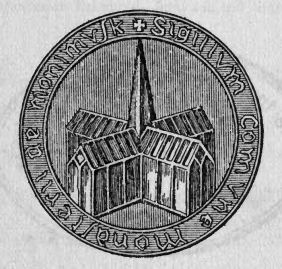
Siegel der Augustinerabtei

Das Kirchengebäude befindet sich an einem frühchristlichen Standort in Schottland. Die ältesten Artefakte, die am Standort aufgefunden wurden und in der Kirche ausgestellt sind, werden auf das 6. Jahrhundert datiert. Später nutzten die Culdeer den Standort. Aus dem Jahre 1078 ist die Schenkung des Anwesens an den Orden durch König Malcolm III. belegt. Mit dem Bau der Anlage begann der Orden vermutlich im frühen 12. Jahrhundert. Die ältesten heute als Fragmente in der Kirchenstruktur erhaltenen Reste stammen vermutlich aus dem späteren 12. Jahrhundert. Die Culdeer-Priorei wurde 1197 als kanonisches Regularium an den Augustinerorden angeschlossen.
Spätestens seit der Reformation in Schottland diente die Klosterkirche als Gemeindekirche. Bis in das 18. Jahrhundert wurde sie mehrfach überarbeitet. Bei der heutigen Pfarrkirche handelt es sich zu wesentlichen Teilen um einen Neubau aus dem Jahre 1822, in den einzelne Fragmente des mittelalterlichen Baus integriert wurden. Der ungewöhnlich große Chor wurde 1851 abgetrennt und dient seitdem ohne Dach als Grablege der Familie Grant of Monymusk. 1891 wurde der spitze Helm des Glockenturms abgetragen. Es verblieb ein stumpfer Turm, der mit einer schlichten Zinnenbewehrung versehen wurde. 1929 wurde die Kirche nach Osten ausgerichtet und ein Teil des vormals abgetrennten Chors wieder integriert.

## Beschreibung

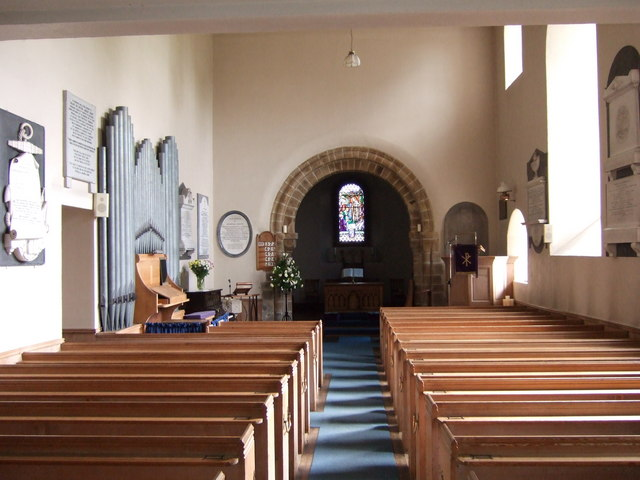
Blick in den Innenraum

Die Monymusk Parish Church steht an der Hauptverkehrsstraße der kleinen Ortschaft. Ihr Mauerwerk besteht aus Granit mit abgesetzten Sandsteineinfassungen. Das Langhaus der einschiffigen Saalkirche ist 16 m lang und rund 8 m breit. Der 6,4 m lange Chorraum ist leicht verjüngt. Der stumpfe Glockenturm an der Westseite weist eine Grundfläche von 6,7 m × 5,8 m auf und ist etwa 18 m hoch. Die Öffnungen, teilweise noch als romanische Reste von der mittelalterlichen Marienkirche übernommen, sind rundbogig ausgeführt.
Das um 1850 errichtete Pfarrhaus auf der gegenüberliegenden Seite des Friedhofs war bis zu seiner Herabstufung 2006 als Kategorie-B-Bauwerk klassifiziert. Die Fassaden des zweistöckigen Gebäudes sind mit Harl verputzt, wobei die Graniteinfassungen abgesetzt sind. Seine Hauptfassade ist mit einem weiten Drillingsfenster ausgeführt. Zwei Dachgauben weisen nach Südosten.